# Сатпаєв Іслам Назаргожаєвич
Сатпаєв Іслам Назаргожаєвич (21 вересня 1998 , Алмати ) — казахський стрілець, бронзовий призер Олімпійських ігор 2024 року.

## Виступи на Олімпіадах
| Олімпіада  | Дисципліна                              | Місце |
| ---------- | --------------------------------------- | ----- |
| Париж 2024 | пневматична гвинтівка, 10 метрів        | 21    |
| Париж 2024 | гвинтівка з трьох положень, 50 метрів   | 18    |
| Париж 2024 | пневматична гвинтівка, 10 метрів, мікст | 3     |

## Зовнішні посилання
- Сатпаєв Іслам Назаргожаєвич на сайті ISSF (англійська)